# Emilia (sångare)
Emilija, egentligen Emilija Yancheva Valeva (bulgariska: Емилия Янчева Вълева, född 21 mars 1982 i Radnevo, är en bulgarisk pop- och folksångare, som släppt flera skivor.

## Tidiga år
Emilija Yancheva Valeva växte upp Galabovo i regionen Stara Zagora. Hon blev tidigt intresserad av musik och sjöng i en lokal kören. Tillsammans med Jivka Dimitrova och Dimitar Kolev kom hon senare att spela countrymusik. Hon skrev skivkontrakt med Payner och 1999 spelade hon in första låten, "Its over with you".

## Planeta Derby
Valeva deltog i Planeta Derby 2004, 2005, 2006, 2007, 2009, 2010 och 2014.